# LIVE TRASH, RARE TRASH
『LIVE TRASH, RARE TRASH』(ライブ・トラッシュ, レア・トラッシュ)は、フラワーカンパニーズのアルバム。

## 概要
- 渋谷O-WESTにて行われた'06～'07カウントダウンライブの音源を収録したライブアルバムと、貴重な未発表音源を収録したレアトラック集の2枚組。CD2枚組の作品はバンドにとって初めてのことであった。
- ライブ会場限定・通販限定発売。
- ベスト・アルバム「BEST FLOWER 〜Trash Years〜」と同時発売。

## 収録曲

### Disc 1 「LIVE TRASH」
1. It's Only Roc'kyun'Roll
2. 永遠の田舎者
3. はぐれ者讃歌
4. たまらないZE
5. 素寒貧ロック
6. 孤高の英雄
7. 深夜高速
8. MC～ホメ殺し
9. 春の手前
10. 虹の雨あがり
11. MC～カウントダウン
12. フラカンコール～白眼充血絶叫楽団
13. 脳内百景
14. パンクはうまく踊れない
15. くるったバナナ
16. 真冬の盆踊り
17. YES, FUTURE

### Disc 2 「RARE TRASH」
1. 想い出はそのままに
2. キラキラ
3. SKYRIDER
4. 感じるままに
5. 幸せまっしぐら（新バージョン）
6. 36杯目のコーヒー
7. 遠い空（新バージョン）
8. 夕焼け（新バージョン）
9. 蜃気楼（新バージョン）
10. 少年（新バージョン）